# デーヴィッド・ブラス
デーヴィッド・ブラス (David Brass、本名不明、生年月日不明) は、アメリカ合衆国出身の俳優、脚本家である。主に1980年代初頭から2000年代にかけてフィリピンで製作されたアクション映画の脇役として活躍した。
シドニー・J・フューリー監督がフィリピン・ロケで撮った『パープル・ハーツ/愛の勲章』(1984年/未/ビデオ)ではデーヴィッド・バス(David Bass)とクレジットされた。

## 来歴
俳優としての特徴
痩身の長身で色白の容貌からベトナム戦争物に於ける米軍捕虜役が印象深い。その最たるものがヴィンセント・ドーン(ブルーノ・マッテイ)監督の『ストライク・コマンドー(地獄のバトル・コマンドー)』(1986年/未/ビデオ/テレビ放映)のマーティン・ブーマー役である。拷問に屈する痛々しい役どころで、出番も比較的多かったが、クレジットされなかった。『マシンガン・ソルジャー/戦場の狼』(1987年)や『炸裂！復讐のヒーロー』(1986年/未/ビデオ)でもやはり捕虜役だった。
ベトナム戦争物では捕虜役の他に傷痍軍人役もあり、アンソニー・M・ドースン(アントニオ・マルゲリーティ)監督の『トルネード』(1983年/未/ビデオ)では地雷で足を失い、陸上選手の道を絶たれたために絶望し、自殺する若い兵士を演じて印象を残すが、ここでもクレジットされなかった。尚、キャリアを通してクレジットされないことが度々あった。
他にはショー・コスギ主演、エメット・アルストン監督の『デス・オブ・ザ・ニンジャ/地獄の激戦』(1984年/未/ビデオ/テレビ放映)やボビー・A・スアレス監督の『マッド・ウエポン/復讐の爆裂部隊』(1985年/未/ビデオ)などではゴロツキの役、マルゲリーティ監督の『インディオ』(1989年/未/ビデオ)などでは衛兵や傭兵を演じた。
上記の様な陰な役どころが多いが、テディー・ページ監督がテッド・ジョンスンの変名を使用し、ボー・スヴェンスンが映画監督役で主演したアクション喜劇『地獄のフォーカス』(1987年/未/ビデオ)では映画撮影隊のカメラマンを生き生きと演じ、ロバート・マリウスやジム・ゲインズが撮影隊のメンバーに扮し、マイク・モンティーが事故と見せかけて保険金の横領を企むプロデューサーを演じている。また、スタッフとしても台詞指導(ダイアローグ・コーチ)も務めた。
のるかそるか
チャンスを掴むために1987年に一旦帰国し、ジョン・バダム監督の『のるかそるか』にウェイターの端役を得て出演する。主演はリチャード・ドレイファスとエミリオ・エステヴェスで、米国とカナダで撮影された。
脚本家に進出
帰米しても役が付かず、フィリピンへ帰って来た。俳優としても鳴かず飛ばずで、戦争アクション物『コマンドー者』(1987年/未/ビデオ)(出演はしていない)とクライム・アクション『マッド・クライム(マッド・シンドローム)』(1988年/未/ビデオ)の2本で脚本を手掛けた。その後は俳優業に専念し、脇役生活を続けた。東映の『極東黒社会』(1993年)では渡辺ケンが監督したフィリピン撮影のパートに出演している。
アントニオ・マルゲリーティに起用されて
1980年代から1990年代にかけて、イタリアの職人監督の一人であるアントニオ・マルゲリーティがアンソニー・M・ドースンの変名を使ってフィリピン・ロケのアクション映画を連発した。その数は延べ11作品に上り、『戦場の謝肉祭』(1980年/未/ビデオ)、『トルネード2』(1982年/未/ビデオ)、『トルネード』(1983年/未/ビデオ)、『ザ・ゴールデン・コブラ(ハンターズ/失われたゴールデンコブラ)』(1983年/未/ビデオ/特別上映)、『ジャングル・レイダース/黄金のレジェンド』(1984年/未/ビデオ)、『狼どもの戦場(コマンドー軍団3)』(未/ビデオ/テレビ放映)、『コマンドー・レオパルド(コマンドー軍団2)』(1985年/未/ビデオ/テレビ放映)、『ザ・コマンダー』(1988年/未ソフト化)、『エイリアン・フロム・ディープ』(1989年/未/ビデオ)、『インディオ』(1989年/未/ビデオ)、『インディオ2』(1991年/未ソフト化)がある。ブラスはその内の5本に起用され、当時他にはプロタシオ・ディーやルネ・アバデーサなどもよく起用された。また、イタリアのピーター・ローレと呼ばれた名脇役俳優のアラン・コリンズ(ルチアーノ・ピゴッツィ)は1960年代からのマルゲリーティ作品の常連で、上記の11作品中9作品に出演している。
フィルモグラフィ
1983年
・『トルネード』(未/ビデオ)(クレジットなし)（パック・インから発売済み）アンソニー・M・ドースン（アントニオ・マルゲリーティ）監督、ティモシー・ブレント（ジャンカルロ・プレーテ）、トニー・マーシナ（アントニオ・マルシーナ）、アラン・コリンズ（ルチアーノ・ピゴッツィ）、ロマーノ・クリストフ、マイク・モンティ出演
1984年
・『パープル・ハーツ/愛の勲章』(未/ビデオ)（タイム/ワーナーから発売済み）シドニー・J・フューリー監督、ケン・ウォール出演
・『デス・オブ・ザ・ニンジャ/地獄の激戦』(未/ビデオ/テレビ放映＝北陸放送・名画招待席枠1992年)（アイエムから発売済み）エメット・オルストン監督、ショー・コスギ、ブレント・ハッフ出演
1985年
・『マッド・ウエポン/復讐の爆裂部隊』(未/ビデオ)（徳間コミュニケーションズから発売済み）ボビー・A・スアレス監督、クリス・ミッチャム、ジョン・フィリップ・ロウ出演
・『黙示録の勇者たち』(未ソフト化)ボビー・A・スアレス監督、マイケル・ジェームズ、デボラ・ムーア出演
1986年
・『ストライク・コマンドー(地獄のバトル・コマンドー)』(未/ビデオ/テレビ放映＝テレビ朝日・日曜洋画劇場枠、北陸放送・名画招待席枠1992年)(クレジットなし)（CIC/ビクターから発売済み）
・『炸裂！復讐のヒーロー』(未/ビデオ)（東映/東北新社から発売済み）(クレジットなし)
1987年
・『地獄のフォーカス』(未/ビデオ)（徳間コミュニケーションズから発売済み）テッド・ジョンスン（テディー・ページ）監督、ボー・スヴェンスン出演
・『マシンガン・ソルジャー/戦場の狼』（東芝EMIから発売済み）(クレジットなし)ヴィンセント・ドーン（ブルーノ・マッテイ）監督、ブレント・ハッフ、ヴェルナー・ポチャス、ジョン・ヴァン・ドリーレン、ロマーノ・プッポ出演
・『のるかそるか』（テレビ放送＝TBS・水曜ロードショー枠1993年）
1988年
・『マッド・クライム(マッド・シンドローム)』(未/ビデオ)（日本クラウンから発売済み）
・『ザ・コマンダー』(未ソフト化)(クレジットなし)
・『ラストプラトーン』(未/ビデオ/テレビ放映＝TBS・水曜ロードショー枠1991年)（TDKコアから発売済み）
・『ストライク・コマンドー2』(未/ビデオ)（徳間コミュニケーションズから発売）(クレジットなし)
1989年
・『インディオ』(未/ビデオ)（CIC/ビクターから発売済み）(クレジットなし)
・『リゲイン/奪還！地獄のコマンドー』(未/ビデオ)（TDKコアから発売済み）(クレジットなし)
・『エイリアン・フロム・ディープ』(未/ビデオ)（松竹から発売済み）(クレジットなし)
1991年
・『インディオ2』(未ソフト化)(クレジットなし)
1992年
・『ファイティング・スピリット』(未ソフト化)
1993年
・『極東黒社会』（東映ビデオから発売済み）